# Passager clandestin (économie)
Pour les articles homonymes, voir Passager clandestin (homonymie).
 (juin 2010).
Si vous disposez d'ouvrages ou d'articles de référence ou si vous connaissez des sites web de qualité traitant du thème abordé ici, merci de compléter l'article en donnant les références utiles à sa vérifiabilité et en les liant à la section « Notes et références ».
Dans les sciences sociales, le free-rider problem, (traduit en français par « problème du passager clandestin ») est un type de défaillance du marché ou d'une organisation qui se produit lorsque ceux qui bénéficient d'une ressource ou d'un service (biens publics tels que routes ou hôpitaux publics, biens de nature communale) ne le paient pas ou le sous-paient. Les passagers clandestins peuvent poser des problèmes car sans payer ou en sous-payant le bien (soit directement par des redevances, des cotisations ou des péages, soit indirectement par des taxes), ils continuent à y accéder ou à l'utiliser. Ainsi, le bien peut être sous-produit, sur-utilisé ou dégradé.
Dans la langue française, dans le langage courant et dans les traductions, le terme de « passager clandestin » ne permettant pas de faire toujours clairement référence au concept de free rider, on trouve souvent d'autres expressions pour exprimer ce concept, selon le contexte : problème des bénéficiaires à titre gratuit ou du bénéficiaire sans contrepartie ; problème des profiteurs ; problème du parasitisme, problème d'opportunisme, faire cavalier seul...
Toutefois, les ouvrages spécialisés de ce problème utilisent pour leur exposé la dénomination dite du « problème du passager clandestin ».

## Histoire
Le fait qu'un ou plusieurs individus puisse profiter d'un bien, d'une ressource ou d'un service commun en cherchant à éviter de verser une contribution ou à la minorer a été constaté dès l'Antiquité et régulièrement commenté, notamment à l'époque moderne .
En 1965, l'économiste américain Mancur Olson (1932-1998) modélise ce phénomène dans son ouvrage Logique de l'action collective. Il prend l’exemple de l'action syndicale et de la grève dans le contexte des États-Unis. Le sens commun postule que des individus partageant des intérêts vont, de manière rationnelle, se rassembler afin de les défendre ou de les étendre. Or, selon Olson, l'action collective ne va pas de soi : il peut être plus rentable de regarder les autres se mobiliser et profiter, sans en partager les coûts, des gains de l'action collective. En effet, si tous les salariés sont bénéficiaires des avantages obtenus par le syndicat, notamment lors d'une grève, certains peuvent estimer qu'il n'y a pas d'intérêt apparent à s'affilier, à cotiser ou à cesser le travail puisqu'il suffit - sans s’engager ni payer - d’attendre les bénéfices résultant des actions que pourra mener le syndicat. En cas de réussite de l'action collective, le passager clandestin bénéficie des gains de l'action collective sans en supporter le coût ; en cas d'échec, il ne perd rien.
Olson, qui s'inscrit dans le courant de la théorie des choix publics propose de résoudre ce paradoxe de l'action collective - s'il est plus rationnel d'adopter la position du passager clandestin et de regarder les autres se mobiliser, comment expliquer qu'il y ait malgré tout des individus prêt à s'engager dans une action collective ? - en introduisant la notion d'incitation sélective. Une adhésion à un syndicat procurait ainsi, aux États-Unis, un certain nombre d'avantages comme la garantie de l'emploi (incitation sélective positive). Le refus de se syndiquer ou de participer à une grève pouvait à l'inverse entraîner des mesures de rétorsion, de l'ostracisme à la brimade voire à l'exclusion pure et simple (incitation sélective négative) (Logique de l'action collective, p. 73-74).

## Origine de l'expression
Ce concept a été initialement nommé free rider problem dans la langue anglaise. L'expression free rider signifie cavalier libre ou faire cavalier seul.
Les premiers traducteurs ont traduit cette expression par « Passager clandestin » pour désigner un voyageur resquilleur, dans le sens d'un « parasite » ou « pique-assiette ».
Dans la langue française, l'adjectif « clandestin » désigne la dissimulation ayant pour but de passer inaperçu, que ce soit pour ne pas payer ou au contraire pour éviter une réglementation ou un contrôle.
Dans la théorie économique du problème du « passager clandestin », en revanche, cette notion de clandestinité n'intervient pas.

## Domaines d'emploi
La notion est employée :
- en sciences économiques, exemple : le resquilleur du transport en commun qui ne paye pas son billet
- en finance, exemple l'investisseur qui ne contribue pas à la restructuration d'une société : il attend que les autres parties prenantes fassent les sacrifices pour redresser la situation (abandon de créances par ex.) pour faire ensuite valoir ses “droits de propriétaire”.
- en sciences sociales, exemple : une majorité dite “silencieuse” qui laisse faire le travail de confrontation et de négociation par une minorité active, mais entend bien après coup, bénéficier des retombées obtenues.
- les parents qui refusent de donner un vaccin (qui a un risque d'être dangereux, mais bien moindre que celui d'être exposé à la maladie) à ses enfants sachant que tous les autres enfants qui seront autour de lui seront vaccinés.

Le terme est souvent utilisé à propos de biens ou de services non exclusifs. À savoir des biens ou des services dont tout le monde peut profiter sans que l'on puisse en empêcher l'usage à quiconque.

## Exemple économique
À titre d'exemple peut être cité le site internet Wikipédia, dont l'utilisation est gratuite dans la mesure où aucun prix n'est fixé pour accéder aux services que la fondation Wikimedia procure en finançant le maintien du site. Cependant, si personne ne finance (ici grâce aux dons) Wikipédia, le service n'est plus viable et peut finir par devenir inaccessible aux utilisateurs. Aussi, un utilisateur de Wikipédia peut être considéré comme un passager clandestin dès lors que celui-ci n'effectue pas de don.
En effet, des individus peuvent considérer n'avoir aucun intérêt à soutenir la fondation, car ils peuvent profiter gratuitement du bien accordé. Ce comportement devient problématique dans la conjoncture où tous les individus de la société réagissent de la même manière, en passager clandestin, mais ne pose pas de problème autre que potentiellement éthique si le nombre de passagers "clandestins" est réduit ou de dépendance à long terme si le financement est principalement assuré par quelques individus.[réf. nécessaire].

## Quel prix devrait être payé?

### Réflexions de Maurice Allais
L'économiste et lauréat du prix de la Banque de Suède en sciences économiques en mémoire d'Alfred Nobel Maurice Allais montre qu'en plus de l'alternative « payer ou ne pas payer » se pose une autre question « combien faut-il payer ? ». Pour illustrer la difficulté de répondre à la question, il met en scène la métaphore dite du voyageur de Calais, où est posée la question apparemment simple de savoir « combien coûte un passager monté à Calais dans le train qui se rend à Paris ? ».
- Un contrôleur estimera que la consommation de ressources supplémentaires n'est pas vraiment chiffrable, et sera tenté de répondre presque rien (coût marginal nul).
- Le chef de train sera plus mesuré : si soixante passagers font comme lui, il faut ajouter une voiture au train. Il sera donc tenté d'imputer 1/60e du coût de la voiture pendant le temps du transport.
- Le chef de ligne ne l'entend pas de cette oreille : on ne peut pas ajouter indéfiniment des voitures à un train, et au bout de 20 voitures il faut doubler celui-ci. Il souhaite donc imputer pour sa part, en plus du 1/60e de voiture précédent, 1/1 200e du prix de la motrice et du salaire de son conducteur.
- Le chef de réseau n'est pas du tout d'accord : on ne peut pas multiplier ainsi les trains sans risque sur une même voie, et à partir de 50 trains par jour il est obligé de doubler la voie. Il ajoute donc pour sa part 1/120 000e du coût de la voie (toujours rapporté au temps du transport).

Maurice Allais montre ainsi que par approximations successives on arrive à ce que doit être le coût minimal du billet pour que la compagnie ferroviaire ne se retrouve jamais dans une impasse. L'exemple montre qu'on ne parle pas vraiment du « coût d'un bien ou d'un service» , mais qu'il est plus exact de parler de coût issu d'une décision (en indiquant à quel niveau on la considère).
Les économistes reconnaissent depuis longtemps le caractère relatif de la notion de coût puisque celui-ci n'est jamais en réalité qu'un « coût d'opportunité » : la valeur de ce à quoi on renonce au moment d'agir. On s'aperçoit que les économistes mathématiciens ne raisonnent pas en termes d'action mais en termes de situations. L'expert n'est pas le mieux placé pour décider et le coût dépend des conséquences de la décision ; se posent alors les vraies questions :
- savoir à qui la décision coûterait effectivement quelque chose ;
- pourquoi c'est à lui qu'elle coûterait cela ;
- comment celui qui subira le coût peut s'assurer que ses représentants (le contrôleur pour la compagnie de train, par exemple) prendront les bonnes décisions, etc.

### Étude sociologique et économique de la SNCF
En France, depuis 2007, le département de recherche en économie de l'université François Rabelais de Tours expérimente avec la SNCF les conséquences sociologiques et économiques du comportement du « passager clandestin » en réduisant au minimum les contrôles sur la ligne de TGV Paris - Tours. Les multiples sondages effectués ont révélé que seulement 4 % des clients se sont mis à frauder, contre une diminution de plus de 12 % du coût d'exploitation de la ligne.